# 約翰尼斯堡城堡
約翰尼斯堡城堡（德語：Schloss Johannisburg）是位於德國城市阿沙芬堡附近的一座城堡，修建於1605年至1614年期間。約翰尼斯堡城堡城堡曾是美因茨選侯國的宮殿。約翰尼斯堡城堡是德國最重要的文藝復興式建築之一，現在對公眾開放，內有多座博物館。

## 外部連結
- 3D-Model of the Johannisburg Castle that can be displayed in Google Earth
- Official Website of Schloss Johannisburg （页面存档备份，存于）

49°58′34″N 9°8′30″E / 49.97611°N 9.14167°E